# Сурабая
Сурабая (англ. Surabaya, індонез. Kota Surabaya, нід. Soerabaja) — друге найбільше місто в Індонезії. Адімінстративний центр провінції Східна Ява (Джава Тімур).

## Географія
Розташоване на північно-східному узбережжі острова Ява, розкинувшись вздовж однойменної протоки навпроти острова Мадура. Каналізована річка Мас, гілка річки Брантас, протікає через центр міста.

### Клімат
Місто знаходиться у зоні, котра характеризується кліматом тропічних саван. Найтепліший місяць — жовтень із середньою температурою 29.4 °C (85 °F). Найхолодніший місяць — січень, із середньою температурою 27.8 °С (82 °F).
| Клімат Сурабаї          | Клімат Сурабаї | Клімат Сурабаї | Клімат Сурабаї | Клімат Сурабаї | Клімат Сурабаї | Клімат Сурабаї | Клімат Сурабаї | Клімат Сурабаї | Клімат Сурабаї | Клімат Сурабаї | Клімат Сурабаї | Клімат Сурабаї | Клімат Сурабаї |
| Показник                | Січ.           | Лют.           | Бер.           | Квіт.          | Трав.          | Черв.          | Лип.           | Серп.          | Вер.           | Жовт.          | Лист.          | Груд.          | Рік            |
| Абсолютний максимум, °C | 38             | 38             | 38             | 37             | 37             | 37             | 38             | 37             | 37             | 38             | 38             | 42             | 42             |
| Середній максимум, °C   | 30             | 30             | 30             | 31             | 31             | 30             | 30             | 31             | 31             | 32             | 32             | 31             | 31             |
| Середня температура, °C | 27             | 27             | 27             | 28             | 28             | 28             | 27             | 27             | 28             | 29             | 29             | 28             | 28             |
| Середній мінімум, °C    | 25             | 25             | 25             | 26             | 26             | 25             | 24             | 24             | 25             | 26             | 26             | 25             | 25             |
| Абсолютний мінімум, °C  | 22             | 22             | 22             | 22             | 21             | 20             | 20             | 20             | 21             | 20             | 20             | 22             | 20             |
| Норма опадів, мм        | 280            | 250            | 230            | 140            | 100            | 50             | 20             | 10             | 10             | 40             | 120            | 230            | 1470           |
| ----------------------- | -------------- | -------------- | -------------- | -------------- | -------------- | -------------- | -------------- | -------------- | -------------- | -------------- | -------------- | -------------- | -------------- |
| Джерело: Weatherbase    |                |                |                |                |                |                |                |                |                |                |                |                |                |

## Історія
Ще з 14 століття, Сурабая була головним торговим центром східної Яви. Місто знаходилося під контролем Нідерландів з середини XVIII по середину XX століття, за винятком короткого періоду панування Великоі Британії на початку XIX століття. Окуповане Японією під час ІІ світової війни, місто було піддано бомбардуванням авіацією сил союзників і було також пошкоджене протягом індонезійської війни за незалежність (1945–49). У листопаді 1945 року відбулася запекла битва за Сурабаю між індонезійським націоналістами та британськими військами, яка тлумачилася націоналістами як прелюдія до повернення голландського панування.

## Інфраструктура
Порт Сурабаї — Танджунгперак лежить на північ від міста, навпроти Уджунга, головної воєнно-морської бази Індонезії. Серед індонезійських міст за розмірами більше Сурабаї лише Джакарта. Сурабая надалі залишається головним торговим центром східної Яви. З міського порту вирушає головна маса сільськогосподарської продукції Індонезії — цукор, каву, тютюн, кассаву тикове дерево, ґуму, приправи, рослинні олії та бензопродукти. Місто також має великий рибацький флот. Промисловість міста охоплює суднобудування та судноремонт, локомотивні депо, виробництво текстилю, хімікатів, пива, сигарет та взуття. На передмістях розміщене бензообробне підприємство. Навколишні терени рівнинні, багатий сільськогосподарський регіон. Сурабая сполучена залізничними та автошляхами зі східним та західним узбережжями Яви та з головними містами острова.
Сурабая сполучена також головними морськими шляхами з основними портами індійського та тихоокеанського регіону, через своє розташування на головному морському маршруті зі Сінгапуру до Джакарти та тихоокеанської і східної Азії. В Танджунгпкераку знаходиться летовище.

## Визначні місця
- Національна мечеть Аль-Акбар та мечеть Ченг-Хо;
- Старий голландський форт Принс-Гендрік;
- Музей Банка Індонезії;
- Монумент героям;
- Парк Бангул.

## Населення
Населення (2010): 2 міл. 765 тис. 487 мешканців. Площа Сурабаї поступово збільшується, а її населення продовжує зростати приблизно на 2,2 % щорічно. Чимраз більше людей переїжджає в Сурабаю з довколишніх міст і сіл Східної Яви.
Етнічною більшістю в Сурабаї є яванці. Китайські та індійські індонезійці, а також мадурці, є найбільшими етнічними меншинами. У Сурабаї також живуть етнічні групи з інших частин Індонезії: сунданці, мінангкабау, батаки, банджари, балійці і буги.
Більшість жителів міста говорять на місцевому піддіалекті арекського діалекту яванської мови.

### Уродженці
- Ахмад Албар (* 1946) — індонезійський рок-музикант, співак, автор пісень, актор.
- Хермаван Картаджайя (* 1947) — індонезійський маркетолог та письменник.

## Релігія
Близько 65 % жителів Сурабаї сповідують ісламу сунітського толку. Найбільша мечеть міста — Національна мечеть Аль-Акбар. Інші основні релігії включають християнство (католицтво, протестантизм і православ'я), більшість християн — католики. Вплив індуїзму залишається сильним у сурабайській культурі, але тільки частина індійських індонезійців сповідує цю релігію. Крім того, значне число китайських індонезійців дотримується буддизму і конфуціанства, а невелика громада голландських євреїв сповідує юдаїзм.

## Освіта

### Університети
- Університет Аірланґґа (UNAIR), великий публічний дослідницький університет, заснований 1954 року;
- Державний університет Сурабаї (UNESA), педагогічний університет, також має програмами в галузі економіки, технології та права;.
- Державний ісламський університет Сунан Ампеліо (UINSA), державний університет ісламських досліджень;
- Університет Наротами (UNNAR);
- Інженерно-технічний інститут Політехнічного інституту Сурабаї (PENS-PPNS);
- Інститут Технологій Десятого Листопада, заснований 1960 року;
- Університет Святого Петра, християнський університет;
- Університет Пеліта Харапан;
- Католицький університет Видья-Мандаль, католицький приватний університет;
- Університет Сурабая, приватний університет, де викладають фармакологію і психологію;
- Сурабайський університет Віджая Кусума, університет, який має найстаріший приватний факультет медицини у східній Індонезії. Заснований 1981 року, факультет медицини був заснований 1986 року;
- Університет Віджая Путра, громадський університет, заснований 1984 року;
- Університет Чіпутра, приватний підприємницький університет, заснований 2006 року групою Ciputra.

## Галерея

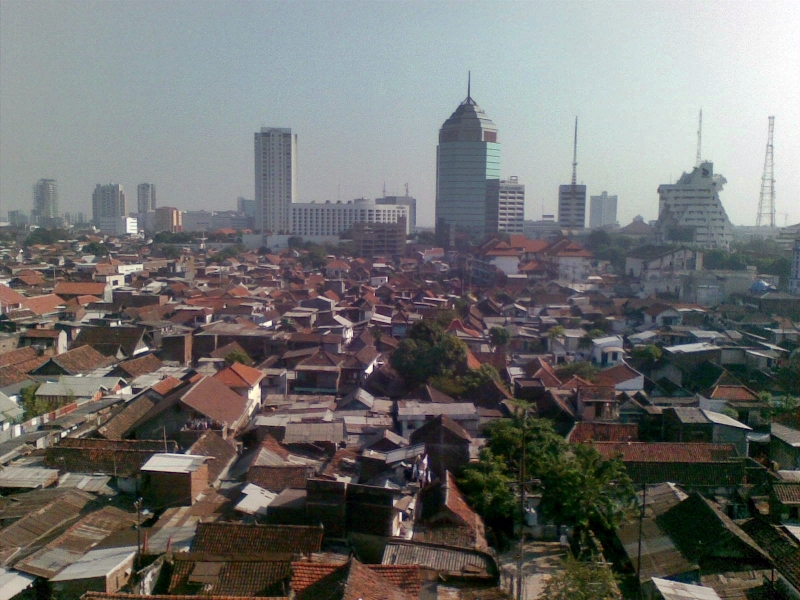
Панорама міста Сурабая
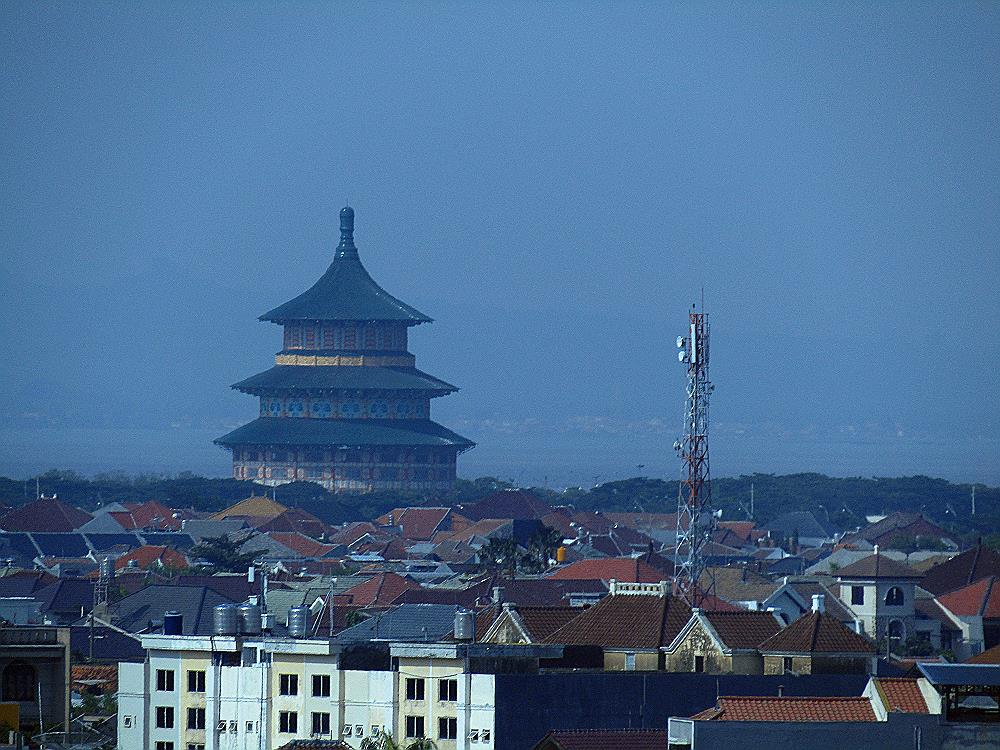
Пагода Тіан-Ті
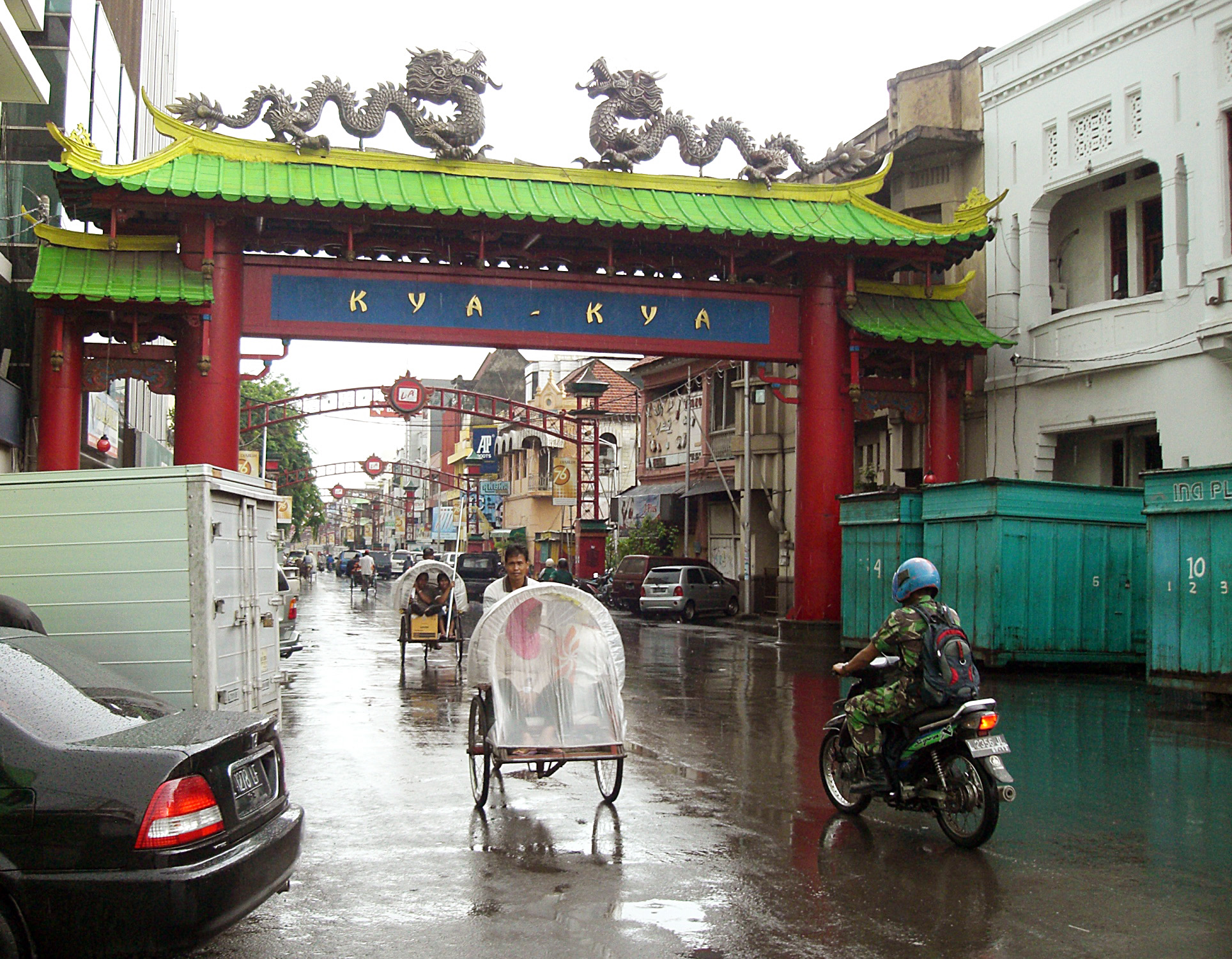
Чайна-таун
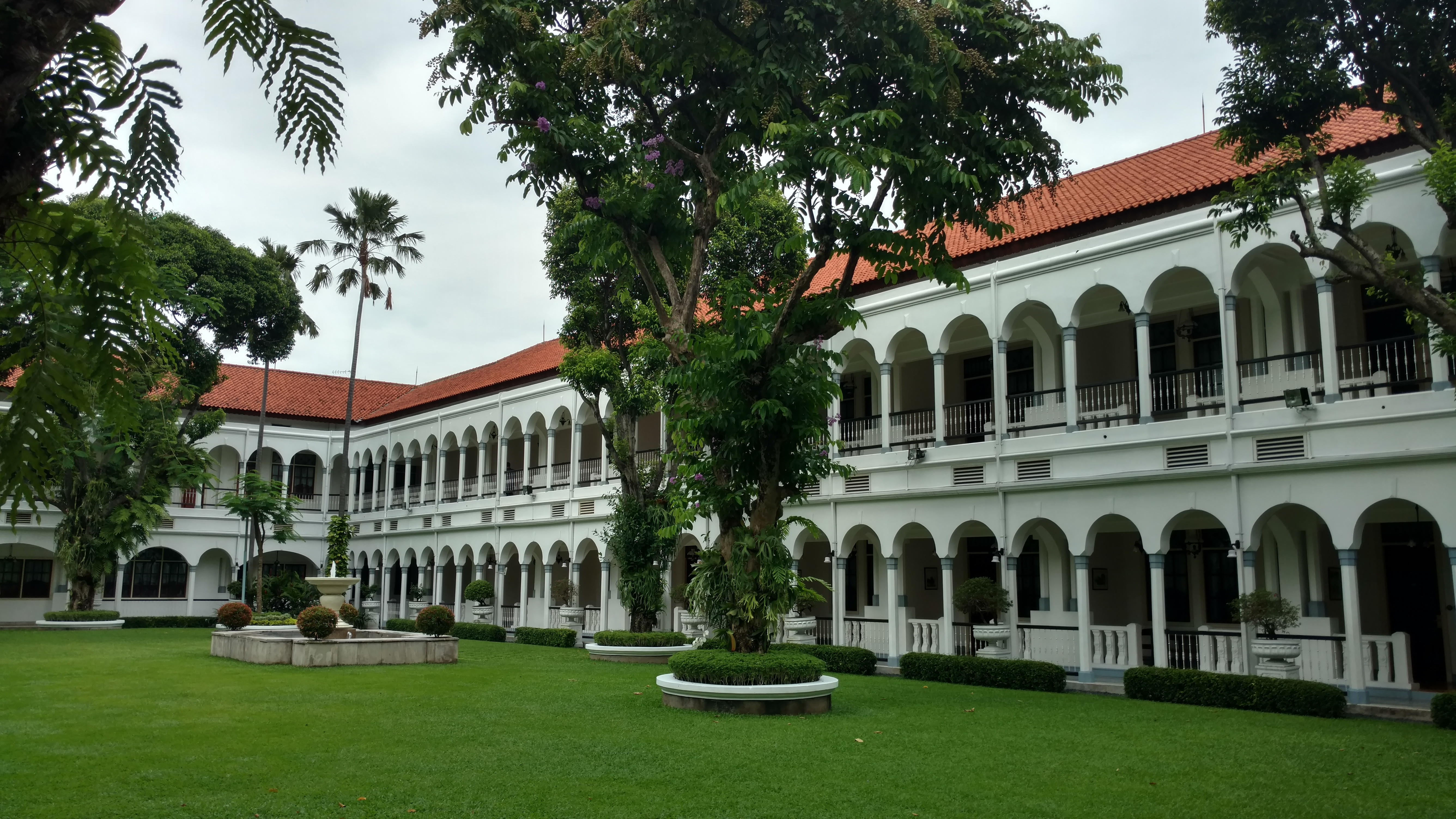
Готель Маджапахіт
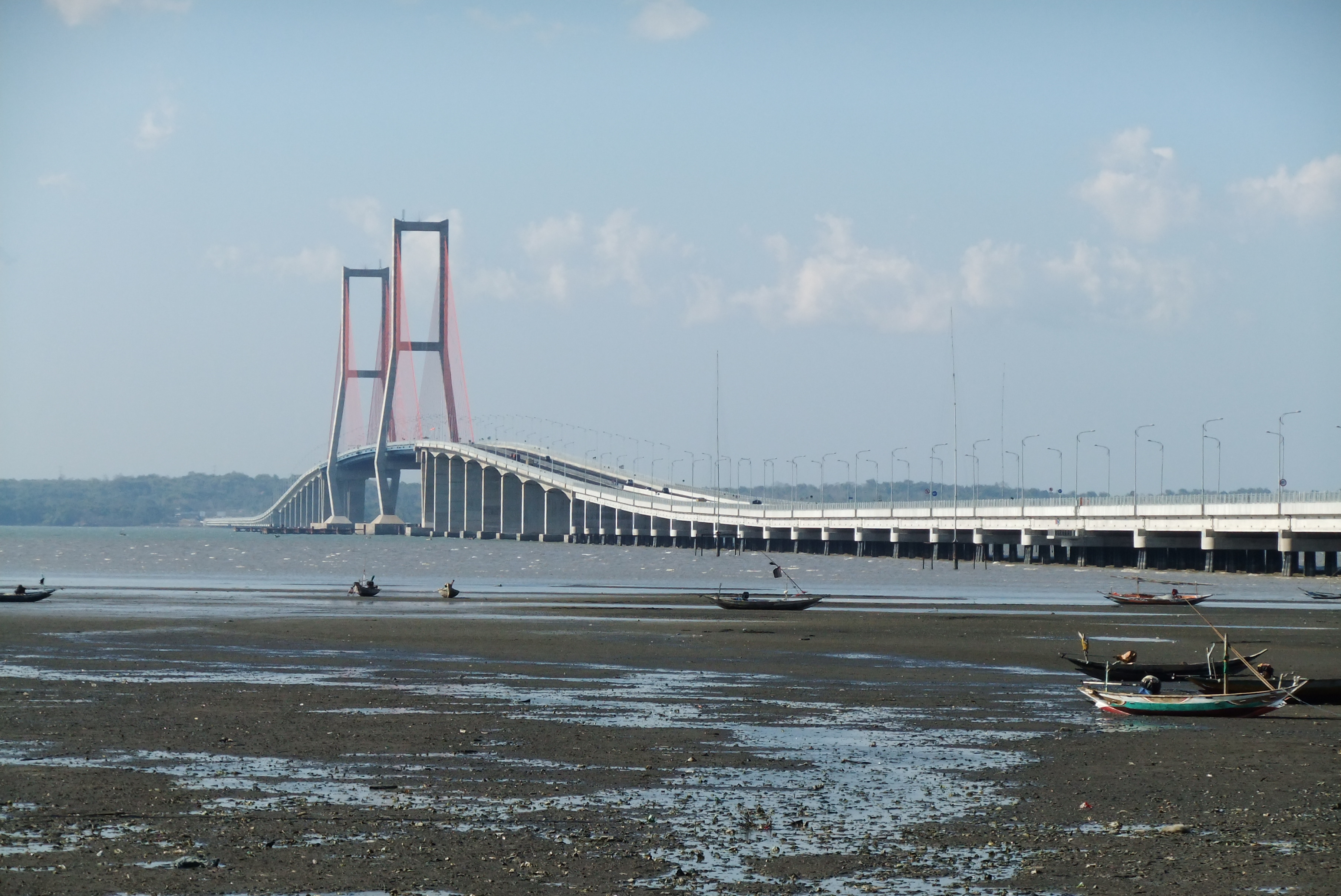
Міст Сурамаду, найдовший міст в Індонезії
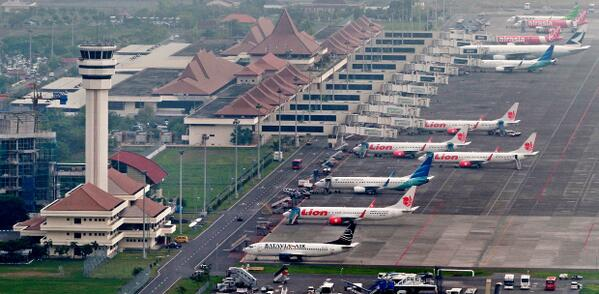
Міжнародний аеропорт Джуанда
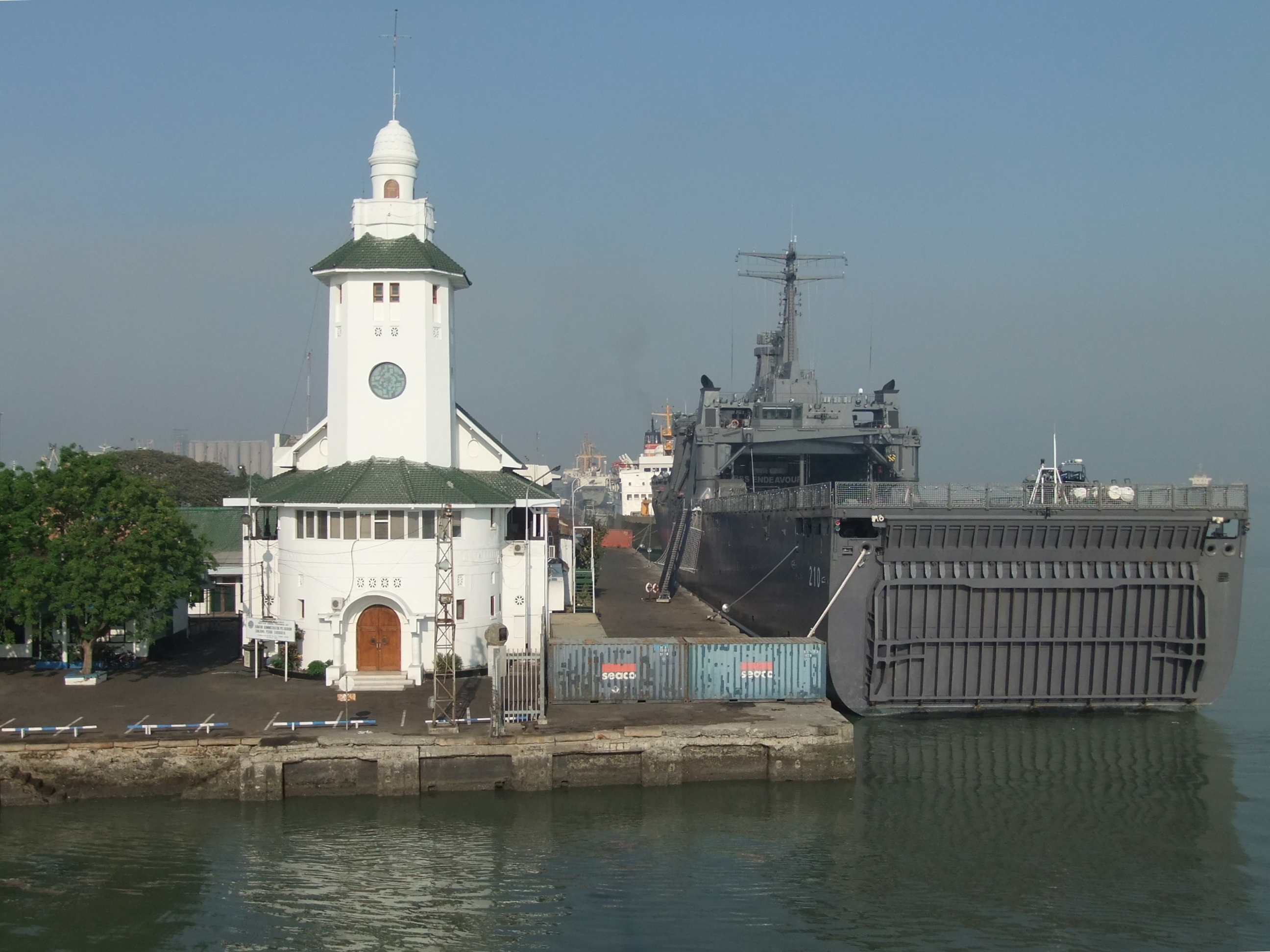
Порт Уджунг